# Synagoga w Rousínově
Synagoga w Rousínově (cz. Synagoga v Rousínově) – synagoga znajdująca się w Rousínově przy ulicy V uličkách, około 100 metrów na południowy zachód od rynku.
Synagoga została wzniesiona w 1591 roku. Później była kilkakrotnie przebudowywana. W 1842 roku została przebudowana w stylu klasycystycznym. Nabożeństwa odbywały się do II wojny światowej. Podczas okupacji została zdewastowana. Od 1949 roku jest wykorzystywana jako świątynia Czechosłowackiego Kościoła Husyckiego; na piętrze znajduje się sala modlitw Ewangelickiego Kościoła Czeskobraterskiego.